# Bayana
Bayana là một thành phố và khu đô thị của quận Bharatpur thuộc bang Rajasthan, Ấn Độ.

## Địa lý
Bayana có vị trí 26°54′B 77°17′Đ / 26,9°B 77,28°Đ Nó có độ cao trung bình là 196 mét (643 foot).

## Nhân khẩu
Theo điều tra dân số năm 2001 của Ấn Độ, Bayana có dân số 33.504 người. Phái nam chiếm 54% tổng số dân và phái nữ chiếm 46%. Bayana có tỷ lệ 64% biết đọc biết viết, cao hơn tỷ lệ trung bình toàn quốc là 59,5%: tỷ lệ cho phái nam là 74%, và tỷ lệ cho phái nữ là 51%. Tại Bayana, 17% dân số nhỏ hơn 6 tuổi.